# La Chapelle-Onzerain
La Chapelle-Onzerain – miejscowość i gmina we Francji, w Regionie Centralnym, w departamencie Loiret.
Według danych na rok 1990 gminę zamieszkiwało 77 osób, a gęstość zaludnienia wynosiła 11 osób/km² (wśród 1842 gmin Regionu Centralnego La Chapelle-Onzerain plasuje się na 1051. miejscu pod względem liczby ludności, natomiast pod względem powierzchni na miejscu 1283.).